# Zbytka
Zbytka je přírodní rezervace jihozápadně od obce Bohuslavice v okrese Náchod. Oblast spravuje Královéhradecký kraj. Důvodem ochrany je zachování ekosystému lužního lesa, slatin a luk na náplavech Zlatého potoka s výskytem zvláště chráněných druhů rostlin a živočichů, s důrazem na zachování jedinečných půdních profilů.

## Galerie

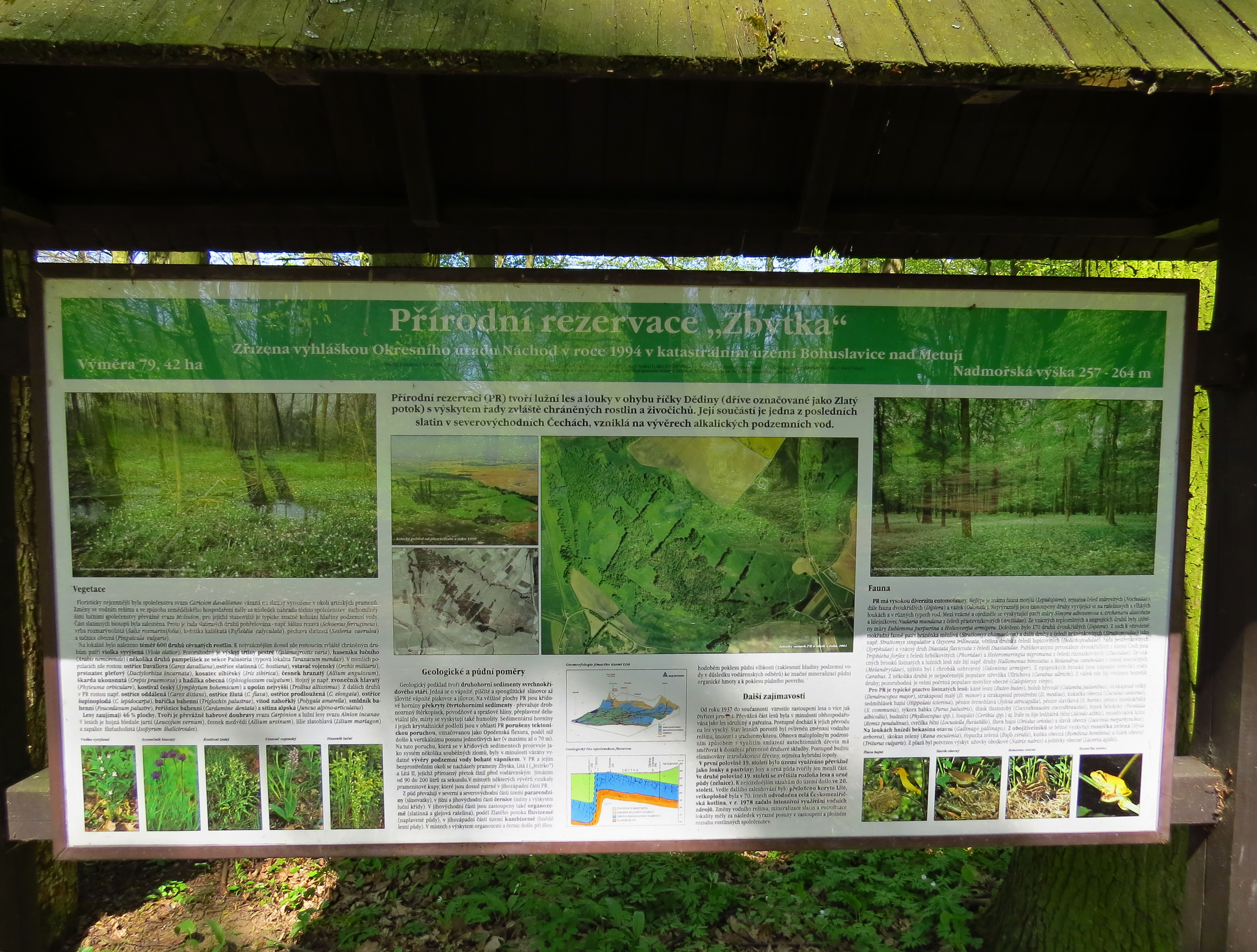
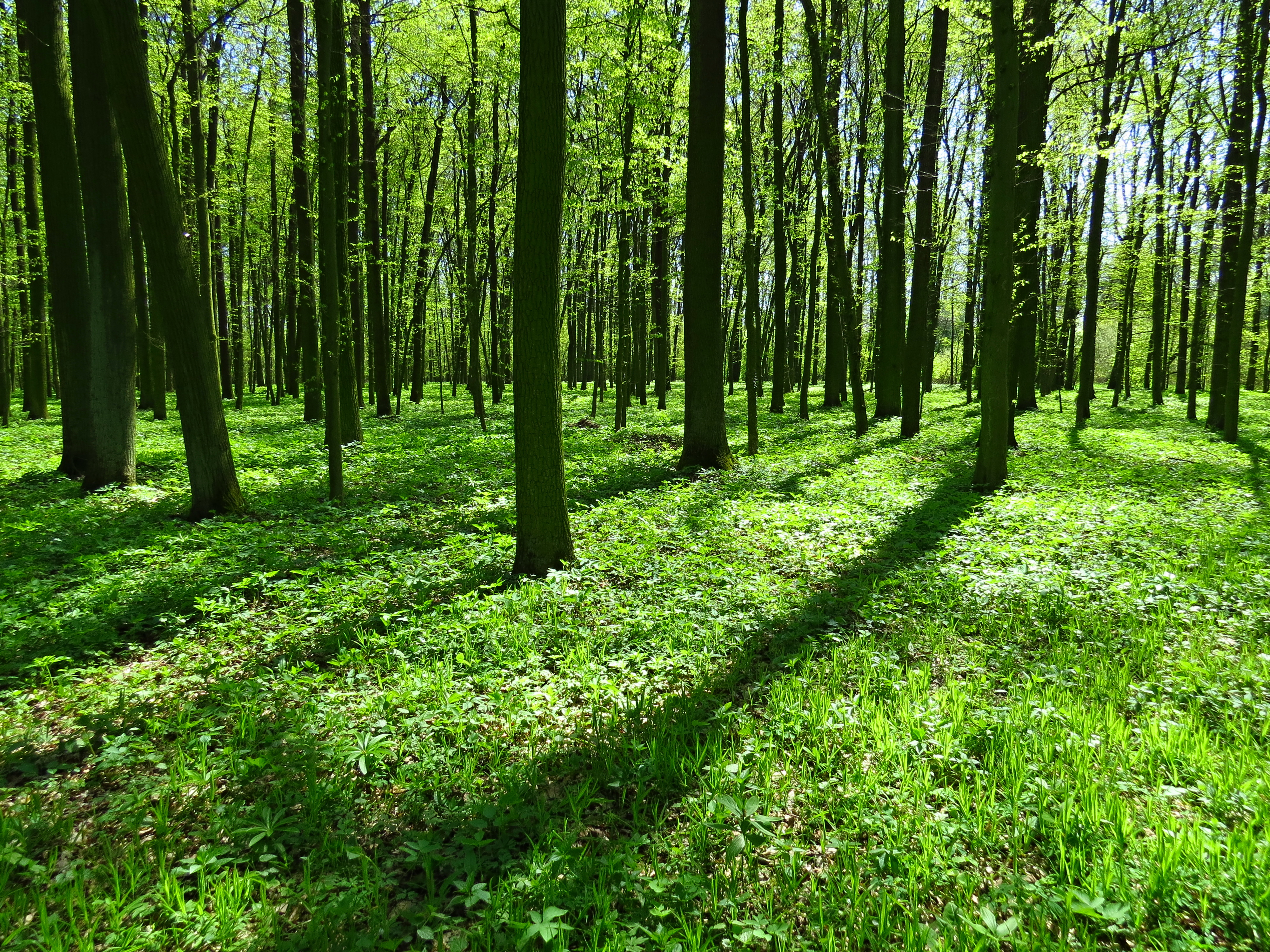
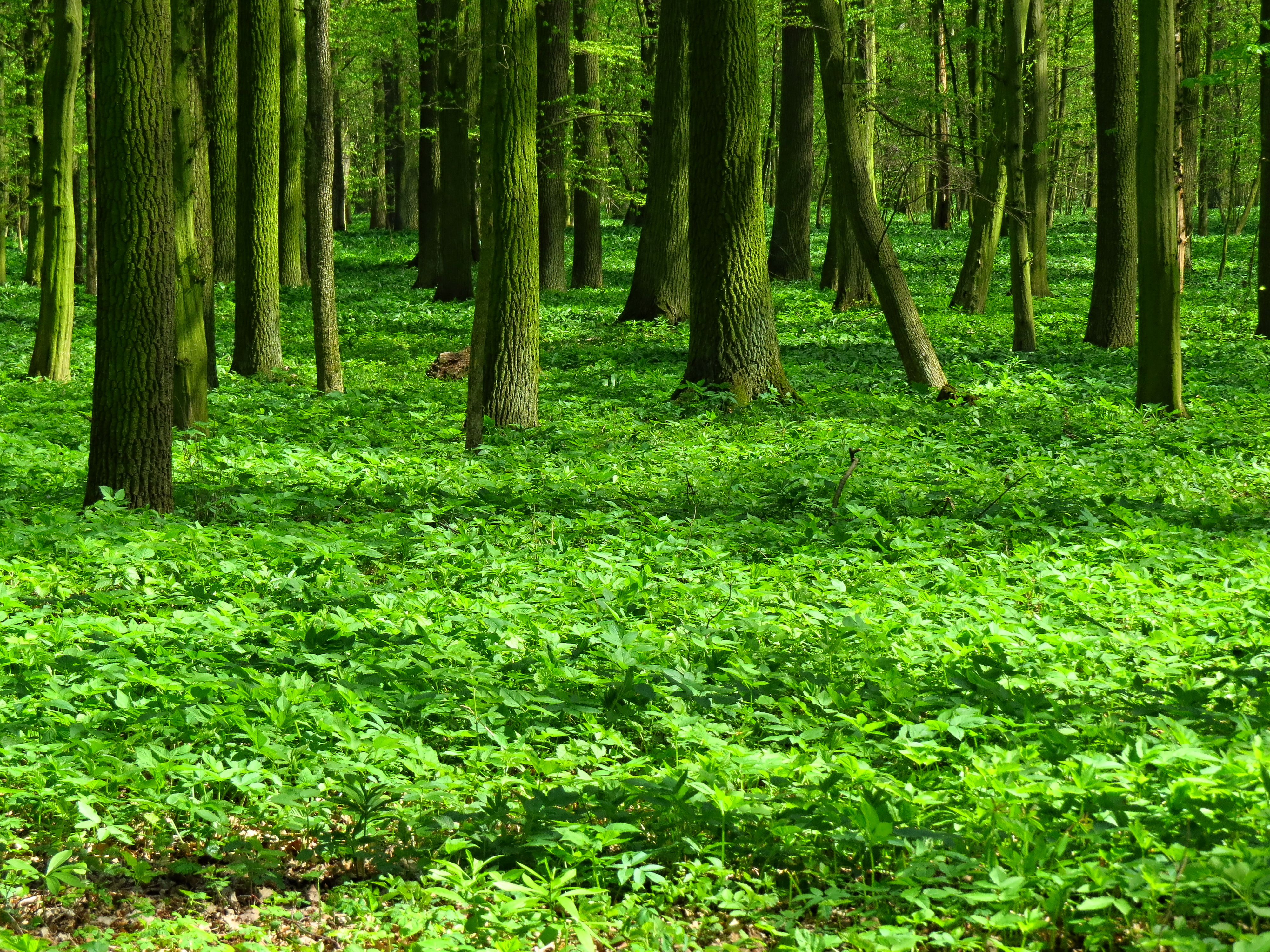
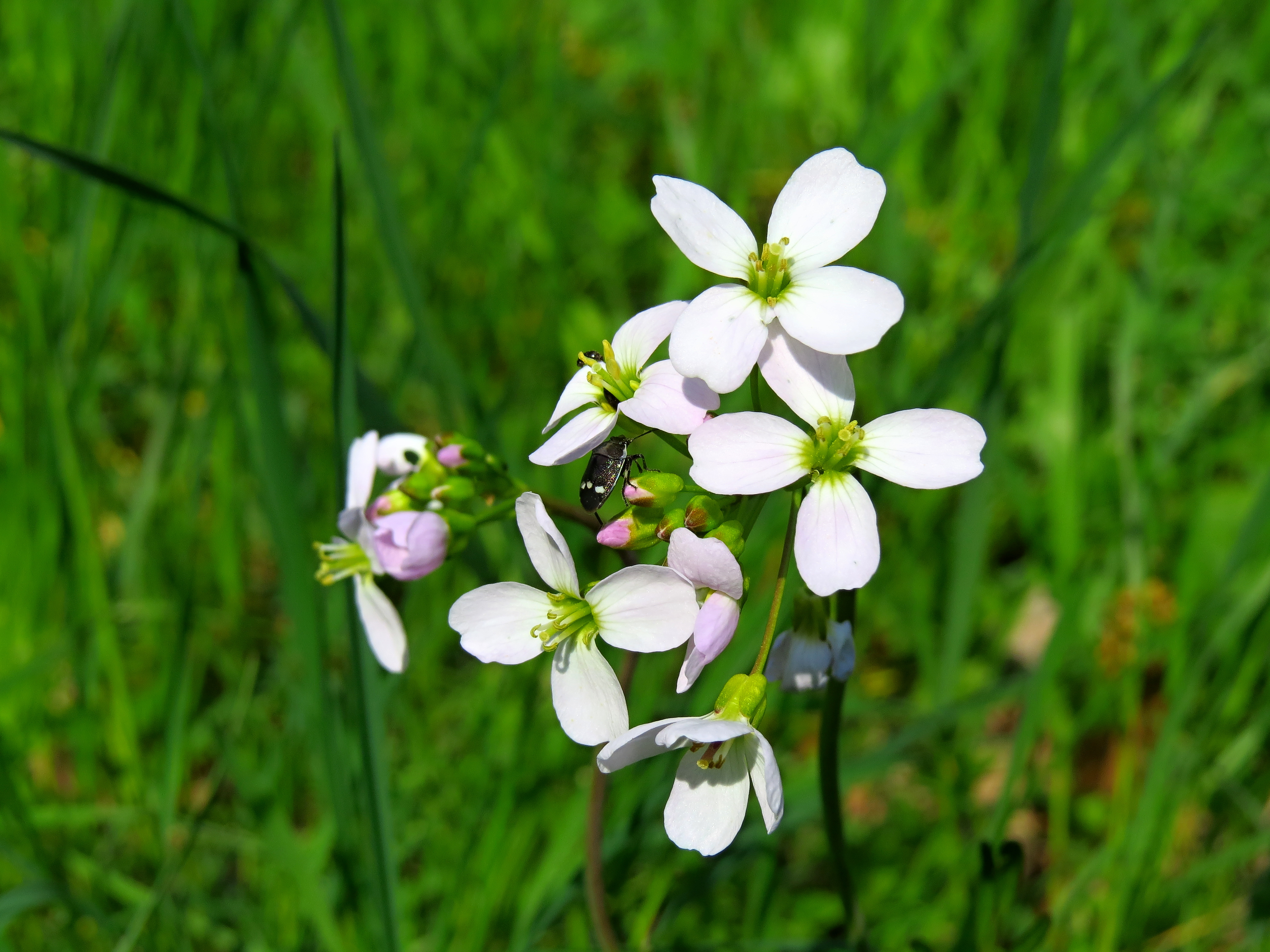
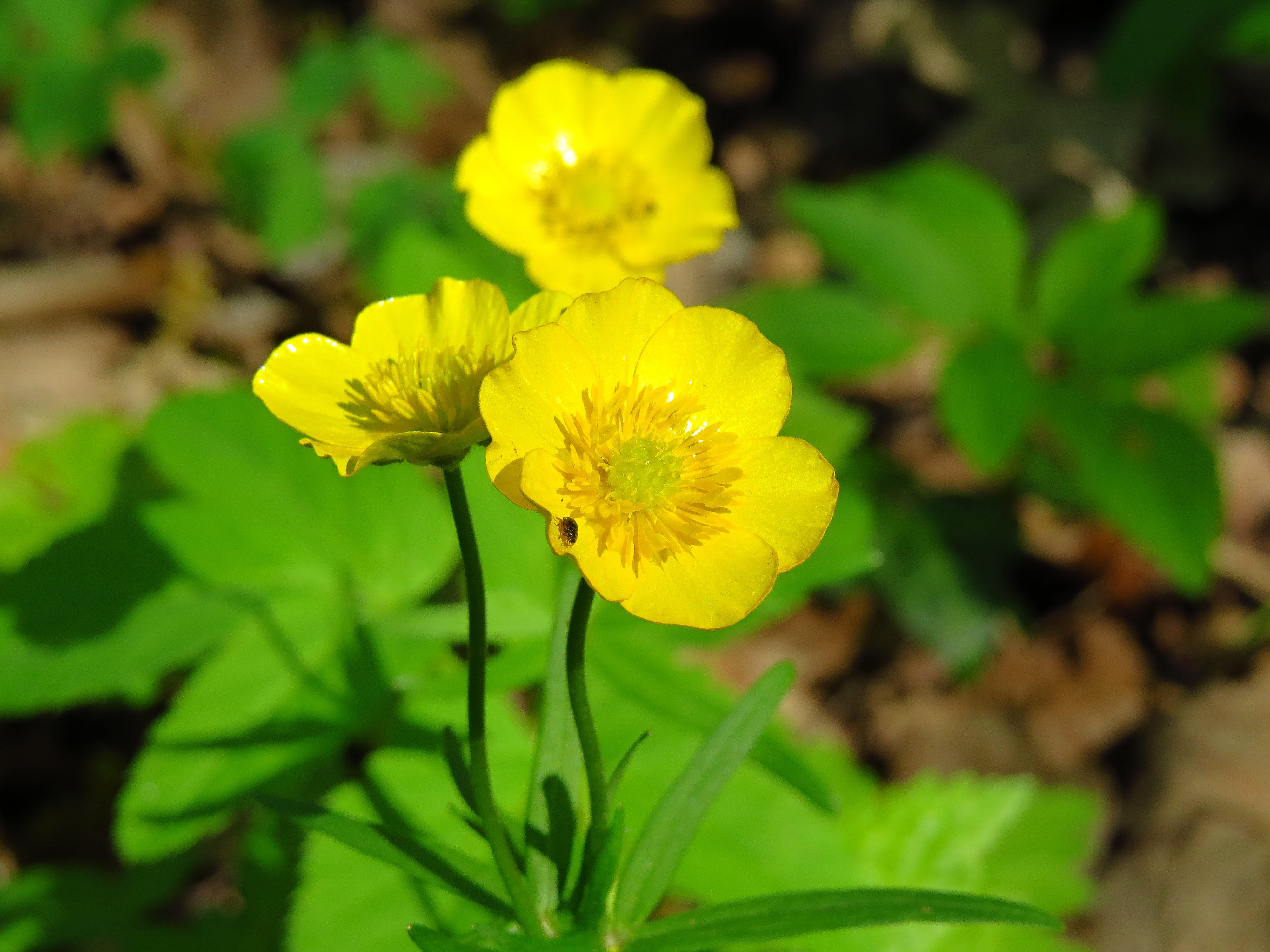